# Représentation matricielle
En mathématiques, la représentation matricielle est l'emploi de matrices pour représenter de façon univoque des objets tels que des applications linéaires et des formes bilinéaires ou quadratiques en dimension finie, ou encore des structures finies telles que des graphes finis, éventuellement orientés ou pondérés.

## Algèbre linéaire

### Famille de vecteurs
Soit E un espace vectoriel de dimension finie muni d’une base B = (e1, … , en).
Tout vecteur de E admet une unique décomposition x = a1e1
+ ⋯ + anen, et il est alors représenté par la matrice colonne {\displaystyle \left({\begin{matrix}a_{1}\\\vdots \\a_{n}\end{matrix}}\right)}.
Toute famille de vecteurs (x1, … , xp)
est alors représentée dans la même base par la matrice dont les colonnes représentent successivement chacun des vecteurs dans le même ordre.

### Application linéaire
Étant donnés deux espaces vectoriels E et F sur un corps K, munis de bases respectives B = (e1, … , em) et B′ = (e′1, … , e′n) et une application linéaire φ : E → F,
la matrice représentative de φ entre ces bases est la matrice représentative des vecteurs
(φ(e1), … , φ(em))
dans la base B′, parfois notée MB,B′(φ).
Cette représentation constitue même un isomorphisme d’algèbres entre d’une part l’espace {\displaystyle {\mathcal {M}}_{n,m}(\mathbf {K} )} des matrices à n lignes et m colonnes, et d’autre part l’espace {\displaystyle \mathrm {L} (E,F)} des applications linéaires entre ces deux espaces.

### Forme bilinéaire ou sesquilinéaire
Étant donné un espace vectoriel de dimension finie E sur un corps K muni d’une base B = (e1, … , en) et d’une forme bilinéaire ou sesquilinéaire ψ : E × E → K, la matrice représentative de ψ dans cette base est la matrice carrée de taille n définie par ses coefficients ψ(ei, ej).
En particulier, la matrice représentative d’un produit scalaire est la matrice de Gram associée à cette base.
La matrice représentative d’une forme symplectique est semblable à une matrice de la forme {\displaystyle \left[{\begin{matrix}0&I_{n}\\-I_{n}&0\end{matrix}}\right]}.

## Structure finie

### Relation binaire
Pour une relation entre deux ensembles finis non vides A et B dont les éléments sont listés sous la forme (a1, … , am)
et (b1, … , bn), la matrice représentative de la relation est la matrice booléenne à m lignes et n colonnes définie par les coefficients mi,j = 1 si l’élément ai est relié à l’élément bj, et mi,j = 0 sinon.

### Théorie des graphes
Dans un graphe, l’ensemble des arêtes peut être interprété comme une relation sur les sommets, et le graphe est alors caractérisé par la matrice associée. En considérant cette matrice dans {\displaystyle {\mathcal {M}}_{n}(\mathbf {Z} )}, les coefficients de sa k-ième puissance correspondent alors au nombre de chemins de longueur k (avec auto-intersections éventuelles) reliant le sommet de la ligne au sommet de la colonne. En considérant au contraire la matrice à coefficients booléens, la suite des puissances de cette matrices converge vers la matrice représentative de la clôture transitive de la relation entre les sommets, c’est-à-dire une matrice qui met en évidence les classes de connexité du graphe.
Un graphe simple est ainsi représenté par une matrice symétrique avec une diagonale nulle.
Pour un graphe pondéré, notamment associé à une chaine de Markov, les coefficients de la matrice sont alors les probabilités de transitions.